# AngoSat 1
AngoSat 1 era un satellite per telecomunicazioni. È stato il primo satellite angolano, ma non è riuscito ad entrare in funzione per problemi tecnici verificatisi dopo l'entrata in orbita.
Il satellite, con una massa al lancio di 1.550 Kg, è stato costruito dalla società russa RKK Ėnergija per conto del Ministero delle telecomunicazioni dell'Angola. Il lancio è stato effettuato il 26 dicembre 2017 dal Cosmodromo di Bajkonur con un razzo vettore Zenit/Fregat. Il satellite è entrato in orbita, ma poche ore dopo si è perso il contatto per un problema di alimentazione elettrica. Il contatto è stato ristabilito il giorno successivo grazie al dispiegamento dei pannelli solari, che hanno permesso la ricarica delle batterie. Il satellite ha quindi iniziato lo spostamento verso il punto previsto in orbita geostazionaria, da dove avrebbe assicurato copertura all'Africa e a parte dell'Europa. Il 9 gennaio 2018 è stato notato che il satellite aveva superato la longitudine di destinazione prevista e continuava a spostarsi verso est. RKK Ėnergija ha comunicato che c'era un problema di alimentazione elettrica e che entro pochi giorni non sarebbe stato più visibile dal centro di controllo russo, ma che a metà aprile 2018, quando il satellite sarebbe stato nuovamente visibile dalla Russia, si sarebbe fatto un tentativo di riposizionarlo. Se il tentativo avesse avuto successo, il satellite sarebbe stato poi controllato dal centro costruito appositamente in Angola a Luanda, mentre il centro russo di Korolëv avrebbe avuto un ruolo di controllo secondario. I successivi tentativi di ristabilire il contatto non hanno avuto successo e il 23 aprile 2018 il satellite è stato considerato perduto.
Per rimpiazzare il satellite non entrato in servizio, che aveva una durata programmata di 15 anni, la Russia ha deciso di costruire gratuitamente un nuovo satellite, denominato AngoSat 2.